# Enzymy restrykcyjne
Enzymy restrykcyjne, restryktazy – endonukleazy przecinające nić DNA w miejscu wyznaczanym przez specyficzną sekwencję DNA. Rozpoznawana sekwencja z reguły ma charakter symetryczny o długości od 4 do 8 par zasad (pz), choć zdarzają się częste wyjątki. Restryktazy wraz z metylazami DNA stanowią system restrykcji i modyfikacji DNA, który w organizmach prokariotycznych stanowi mechanizm obronny zapobiegający włączeniu DNA bakteriofaga do genomu bakterii. Niespecyficzność enzymów restrykcyjnych w niektórych warunkach nazywa się aktywnością star.
Enzymy restrykcyjne naturalnie występują u bakterii, stanowiąc element systemu restrykcji–modyfikacji, chroniącego komórkę przed wnikaniem obcego DNA (na przykład DNA bakteriofagów). 
System ten zakłada istnienie w komórce mikroorganizmów dwóch rodzajów enzymów:
- endonukleazy restrykcyjnej – rozpoznaje specyficzne miejsce cięcia
- metylotransferazy – chroni przed cięciem.

Modyfikacja taka chroni DNA przed atakiem własnych enzymów restrykcyjnych.

## Podział
Wyróżnia się następujące typy enzymów restrykcyjnych:
Typ Iwielopodjednostkowe kompleksy enzymatyczne zawierające aktywności metylazy i restryktazy. Przecinają DNA z dala od rozpoznawanej sekwencji, w bliżej nieokreślonym miejscu, nie mają zatem większego zastosowania praktycznego. Ich aktywność in vitro zależy od jonów Mg2+ oraz ATP i S-adenozylometioniny.
Typ IIprzecinają DNA w zdefiniowanym miejscu, w obszarze rozpoznawanej sekwencji lub w jej pobliżu. Składają się z pojedynczych polipeptydów. Rozpoznają sekwencje symetryczne (palindromowe). Ich aktywność in vitro zależy od jonów Mg2+.
Typ IIszbliżone do typu II, przecinają z jednej strony rozpoznawanej sekwencji, która jest asymetryczna.
Typ IIIduże kompleksy, które wymagają dwóch sekwencji rozpoznawanych w pobliżu siebie. Bez znaczenia praktycznego. Ich aktywność in vitro zależy od jonów Mg2+ oraz ATP.
Typ IVzbliżone do typu II. Zawierają aktywność metylazy i restryktazy w tym samym polipeptydzie. Przecinają DNA w zdefiniowanym obszarze poza sekwencją rozpoznawania. Aktywności metylazy i restryktazy nie mogą działać równocześnie. Enzym "przełącza" się w zależności od substratu.
- Enzymy restrykcyjne rozpoznające tę samą sekwencję DNA a przecinające DNA w odmiennych miejscach nazywamy neoschizomerami.
- Enzymy restrykcyjne, różniące się sekwencją swojego polipeptydu i pochodzące z odmiennych organizmów, a rozpoznające tę samą sekwencję DNA i przecinające DNA w takim samym miejscu nazywamy izoschizomerami. Interesującą własnością izoschizomerów jest to, że pomimo tej samej specyficzności substratowej, z reguły mają zupełnie odmienną sekwencję i strukturę trzeciorzędową. Wskazuje to na ich osobne pochodzenie ewolucyjne.

## Nomenklatura
Nazwy enzymów z reguły są tworzone od pierwszej litery nazwy rodzajowej i dwóch pierwszych liter nazwy gatunkowej, pisanymi kursywą. Po nich może wystąpić kilka liter lub cyfr arabskich oznaczających szczep bakterii. Nazwa zakończona jest rzymską cyfrą oznaczającą, jako który kolejny enzym został on wyizolowany z danego szczepu.

### Przykłady nomenklatury
- BamH I – pierwszy enzym wyizolowany z  Bacillus amyloliquefaciens  szczepu H
- Sma I – pierwszy enzym wyizolowany z  Serratia marcescens szczepu Sb (nazwa szczepu została pominięta w nazwie enzymu)
- NgoM IV – czwarty enzym wyizolowany z  Neisseria gonorrhoeae szczepu MS11
- Sex I – enzym wyizolowany z  Streptomyces exfoliatus
- Uba 58 I – enzym wyizolowany z niezidentyfikowanej bakterii (Unidentified bacterium) RFL58

| Enzym                              | Pochodzenie                   | Rozpoznawana sekwencja | Cięcie                                  |
| ---------------------------------- | ----------------------------- | ---------------------- | --------------------------------------- |
| EcoRI                              | Escherichia coli              | 5'GAATTC 3'CTTAAG      | 5'---G AATTC---3' 3'---CTTAA G---5'     |
| EcoRII                             | Escherichia coli              | 5'CCWGG 3'GGWCC        | 5'--- CCWGG---3' 3'---GGWCC ---5'       |
| BamHI                              | Bacillus amyloliquefaciens    | 5'GGATCC 3'CCTAGG      | 5'---G GATCC---3' 3'---CCTAG G---5'     |
| HindIII                            | Haemophilus influenzae        | 5'AAGCTT 3'TTCGAA      | 5'---A AGCTT---3' 3'---TTCGA A---5'     |
| TaqI                               | Thermus aquaticus             | 5'TCGA 3'AGCT          | 5'---T CGA---3' 3'---AGC T---5'         |
| NotI                               | Nocardia otitidis             | 5'GCGGCCGC 3'CGCCGGCG  | 5'---GC GGCCGC---3' 3'---CGCCGG CG---5' |
| HinfI                              | Haemophilus influenzae        | 5'GANTC 3'CTNAG        | 5'---G ANTC---3' 3'---CTNA G---5'       |
| Sau3A                              | Staphylococcus aureus         | 5'GATC 3'CTAG          | 5'--- GATC---3' 3'---CTAG ---3'         |
| PovII*                             | Proteus vulgaris              | 5'CAGCTG 3'GTCGAC      | 5'---CAG CTG---3' 3'---GTC GAC---5'     |
| SmaI*                              | Serratia marcescens           | 5'CCCGGG 3'GGGCCC      | 5'---CCC GGG---3' 3'---GGG CCC---5'     |
| HaeIII*                            | Haemophilus aegyptius         | 5'GGCC 3'CCGG          | 5'---GG CC---3' 3'---CC GG---5'         |
| AluI*                              | Arthrobacter luteus           | 5'AGCT 3'TCGA          | 5'---AG CT---3' 3'---TC GA---5'         |
| EcoRV*                             | Escherichia coli              | 5'GATATC 3'CTATAG      | 5'---GAT ATC---3' 3'---CTA TAG---5'     |
| KpnI                               | Klebsiella pneumoniae         | 5'GGTACC 3'CCATGG      | 5'---GGTAC C---3' 3'---C CATGG---5'     |
| PstI                               | Providencia stuartii          | 5'CTGCAG 3'GACGTC      | 5'---CTGCA G---3' 3'---G ACGTC---5'     |
| SacI                               | Streptomyces achromogenes     | 5'GAGCTC 3'CTCGAG      | 5'---GAGCT C---3' 3'---C TCGAG---5'     |
| SalI                               | Streptomyces albus            | 5'GTCGAC 3'CAGCTG      | 5'---G TCGAC---3' 3'---CAGCT G---5'     |
| ScaI                               | Streptomyces caespitosus      | 5'AGTACT 3'TCATGA      | 5'---AGT ACT---3' 3'---TCA TGA---5'     |
| SphI                               | Streptomyces phaeochromogenes | 5'GCATGC 3'CGTACG      | 5'---G CATGC---3' 3'---CGTAC G---5'     |
| XbaI                               | Xanthomonas badrii            | 5'TCTAGA 3'AGATCT      | 5'---T CTAGA---3' 3'---AGATC T---5'     |
| * = końce tępe                     |                               |                        |                                         |
| N – dowolny nukleotyd (A, C, G, T) |                               |                        |                                         |
| W = A lub T                        |                               |                        |                                         |

## Przykłady

EcoRI przecina DNA, dając końce lepkie

Eznym restrykcyjny SmaI przecina DNA, dając końce tępe

Pierwszym wyizolowanym enzymem restrykcyjnym był enzym EcoRI. Wyizolowany został z bakterii Escherichia coli szczepu RY13. EcoRI rozpoznaje następującą sekwencją DNA:
```
 5' G|A A T T C 3'
 3' C T T A A|G 5'
```

gdzie: 5' – koniec 5′ DNA, 3' – koniec 3′ DNA, | – miejsce cięcia przez aktywność nukleazy. Produktem reakcji enzymatycznej katalizowanej przez EcoRI są wystające końce 5′, tak zwane końce lepkie:
```
 5' G  3'
 3' C T T A A 5'
```

Aktywność EcoRI jest blokowana przez aktywność metylazy M.EcoRI, która specyficznie metyluje DNA w obszarze rozpoznawanym przez EcoRI:
```
        # 
 5' G A A T T C 3'
 3' C T T A A G 5'
          #
```

gdzie # oznacza grupę metylową.

## Zastosowania
Rozpoznawanie przez restryktazy specyficznej sekwencji DNA, połączone ze specyficznym cięciem, spowodowało, że wraz z ligazami DNA, używa się ich w biologii molekularnej do manipulacji fragmentami DNA. Samych restryktaz używa się m.in. do tworzenia map restrykcyjnych cząsteczek DNA (na przykład map plazmidów).